# L'home del Cadillac
L'home del Cadillac (títol original: Cadillac Man) és una comèdia estatunidenca de Roger Donaldson estrenada el 1990 i doblada al català.

## Argument
El venedor de cotxes de Queens Joey O'Brien (Robin Williams) ha de tractar amb pressions sempre creixents en la seva vida: té una exigent exmuller que li demana pensió alimentària, una filla desapareguda, una amant casada (Fran Drescher) i una amant soltera (Lori Petty) que estan desesperadament enamorades d'ell, i un termini de dos dies per vendre dotze cotxes o perd la seva feina. A més a més, té un préstec a la Mafia que ha de pagar, o perdrà la seva vida.
El dia de la gran venda de cotxes (i el dia final del termini d'O'Brien), la concessionària de cotxes és presa com a ostatge per un motociclista (Tim Robbins) (en una Kawasaki H2) que creu la seva muller (Annabella Sciorra) l'està enganyant amb ell. Joey aconsegueix parlar amb l'home i que deixi els altres ostatges, mentre la policia envolta el concessionari. Després que la majoria dels ostatges són alliberats, la policia fereix l'agressor, ja que creu que la seva pistola encara és carregada. Joey promet quedar-se amb ell mentre es recupera. Al final, torna amb la seva dona i marxa com l'heroi del dia.

## Repartiment
- Robin Williams: Joey O'Brien, el venedor de cotxes de Queens
- Tim Robbins: Larry, el company de Donna, boig de gelosia, que pren com a ostatges els clients d'una concessionària d'automòbils
- Pamela Reed: Tina
- Fran Drescher: Joy Munchack
- Zach Norman: Harry Munchack
- Daryl Hannah: Pris
- Lori Petty: Lila
- Annabella Sciorra: Donna, la secretària del concessionari i companya de Larry
- Paul Guilfoyle: Little Jack Turgeon
- Bill Nelson: Big Jack Turgeon
- Eddie Jones: Benny
- Mimi Cecchini: Ma
- Tristine Skyler: Lisa
- Lauren Tom: Hellen
- Elaine Stritch: la vídua plorosa
- Anthony Powers: el capità Mason